# میراندا جولای
میراندا جولای (انگلیسی: Miranda July؛ زادهٔ ۱۵ فوریهٔ ۱۹۷۴) یک هنرپیشه، کارگردان، نویسنده و نوازنده اهل ایالات متحده آمریکا است.
کتاب‌های وی «هیچ‌کس مثل تو مال اینجا نیست» ، «چگونه بیشتر تو را دوست داشته باشم» و رمان «اولین آدمِ بد» است.
کتاب «هیچ‌کس مثل تو مال اینجا نیست» که برنده جایزه «فرانک اوکانر» نیز می‌باشد توسط فرزانه سالمی به فارسی ترجمه شده است.رمان «اولین آدمِ بد» توسط حمید دشتی ترجمه و توسط نشر نیماژ منتشر شده است. 
او همچنین نویسندگی، کارگردانی و هنرپیشگیِ دو فیلم «من، تو و همه آن‌هایی که می‌شناسیم» محصول سال 2005 و «آینده» محصول سال 2011 را در کارنامه خود دارد.